# Lucilio Vanini

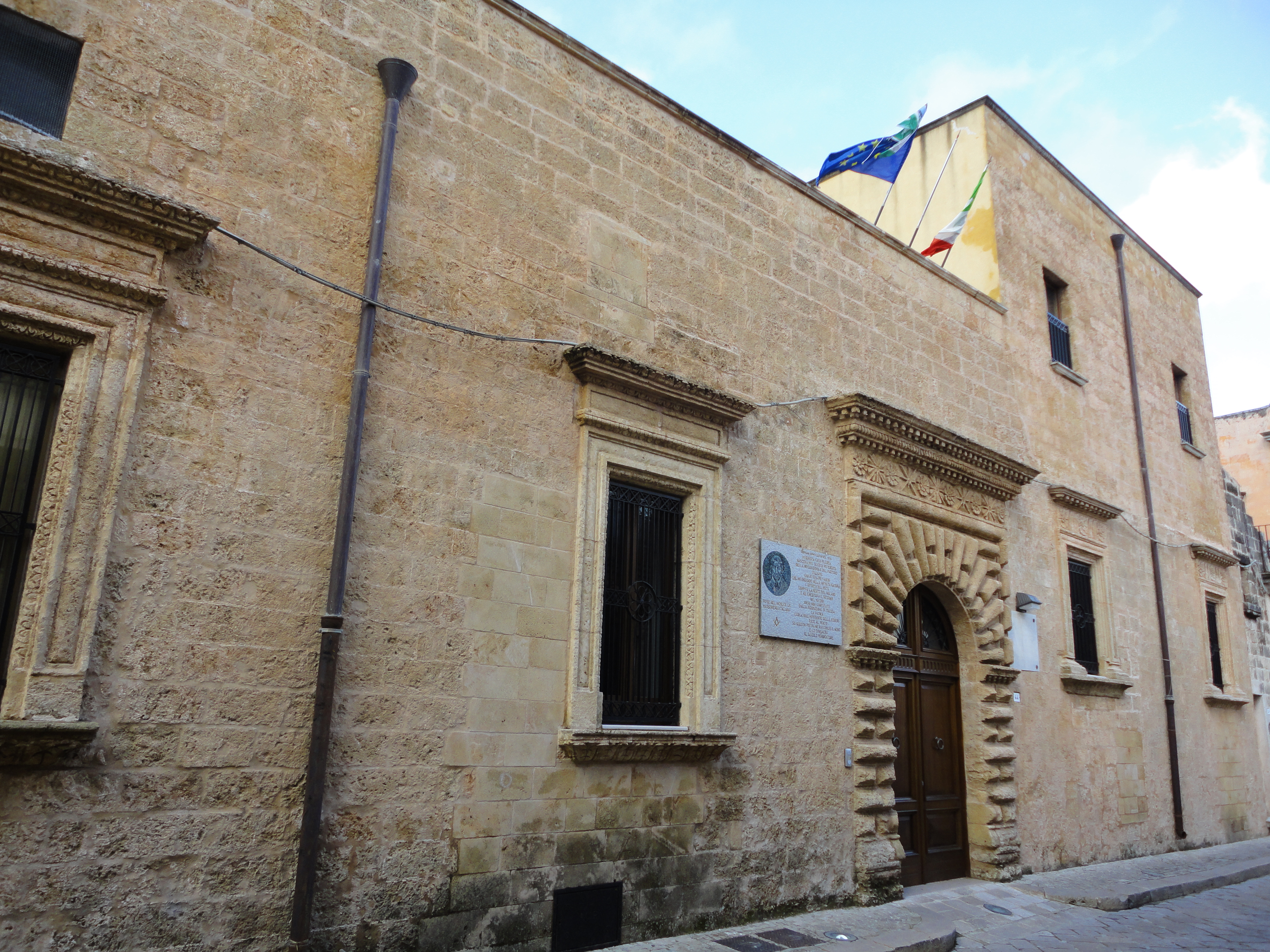
Miejsce urodzenia Giulio Cesare Vaniniego w Taurisano.

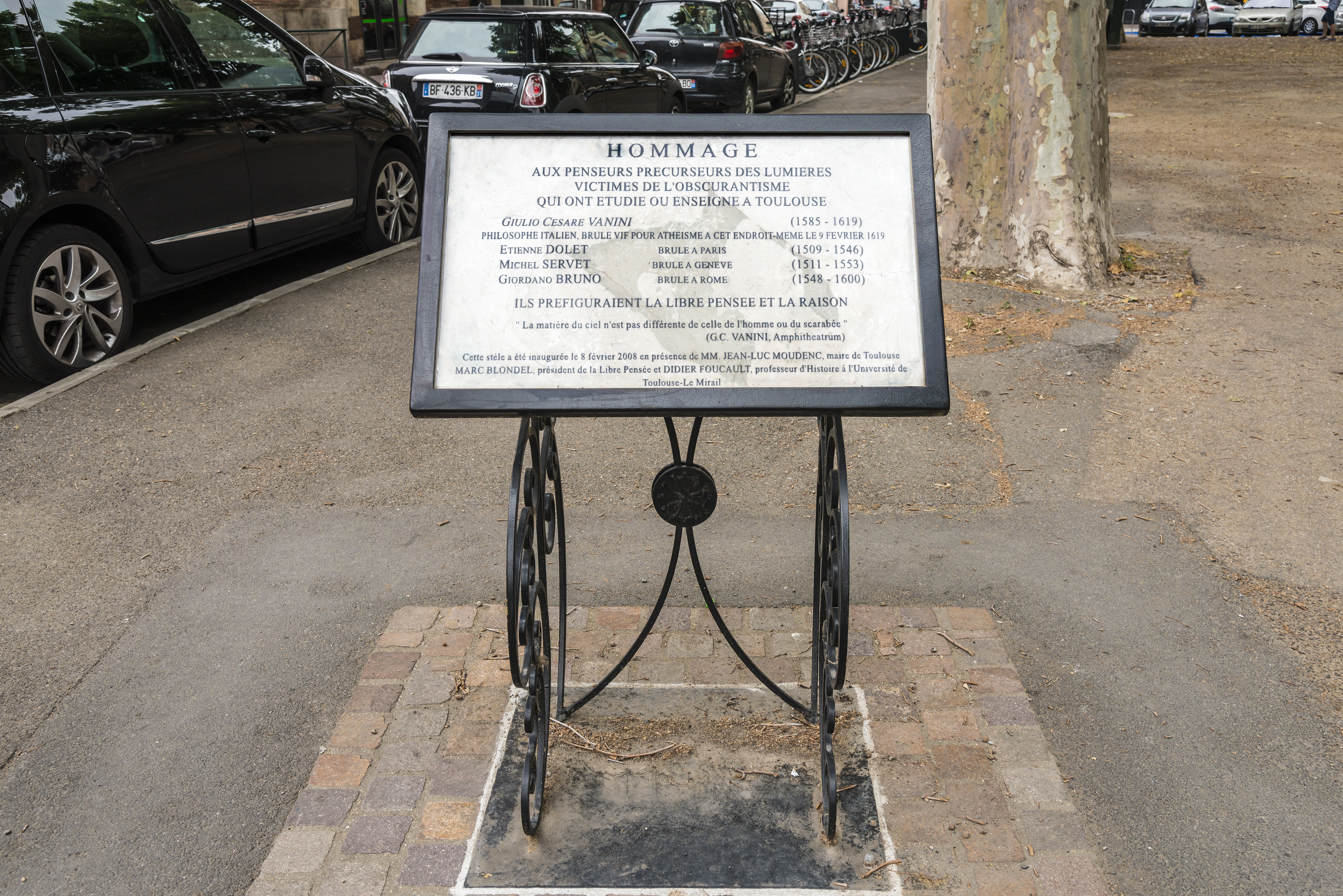
Tablica upamiętniająca Giulio Cesare Vanininiego umieszczona w miejscu jego śmierci.

Lucilio Vanini (wł. Giulio Cesare Vanini), używał także nazwiska Pompeo Usciglio (prawdopodobnie tak powstało przypisane mu później imię: Lucilio) (ur. 1584 lub 1585 w Taurisano, zm. 9 lutego 1619 w Tuluzie) – włoski filozof i teolog. Krytyk religii objawionych, w tym chrześcijaństwa. Propagator ateizmu. Prekursor ewolucjonizmu (a ściślej przedstawiciel protodarwinizmu).

## Poglądy
Lucilio Vanini wysunął tezę o mutacjach w gatunkach pewnych roślin i przechodzeniu jednych zwierząt w inne oraz o pochodzeniu człowieka od małpy. Jako jeden z pierwszych myślicieli od czasów starożytności postrzegał Wszechświat jako byt rządzony w ogólności stałymi, określonymi, prostymi prawami natury (determinizm fizyczny). Kontynuując tradycje awerroizmu oraz Pomponacjusza, którego był uczniem, Vanini przeczył istnieniu cudów, stworzeniu świata przez Boga, nieśmiertelności duszy, boskości Jezusa Chrystusa. Uważał, że za wszystkimi „cudami” stoją naturalne wyjaśnienia, w szczególności, wszystkie aspekty religii tłumaczył – za Pomponazzim – racjonalnie .
Vanini pomimo iż był przedstawicielem stanu duchownego, negował boskość Jezusa, stworzenie świata z niczego, nieśmiertelność duszy oraz przepowiadał upadek wszystkich religii. Z obawy przed inkwizycją ukrywał się wędrując po Europie. Schwytany w 1618 i postawiony przed parlamentem tuluskim w Tuluzie został skazany i po straszliwych torturach  zginął na stosie. Na pytanie związane z istnieniem Boga, odparł:

Nie ma ani Boga ani diabła. Ale gdyby bóg istniał, modliłbym się do boga, żeby uderzył swoim piorunem w wasz niesprawiedliwy i nikczemny trybunał...

 Po tej odpowiedzi, kat wyrwał mu język, i podpalił stos. Vanini zginął żywcem w płomieniach bez poprzedniego duszenia, a jego prochy rozsypano.
Wpływ na Vininiego wywarli m.in.: Pietro Pomponazzi, którego nazywał drugim Averroesem; Girolamo Cardano, Julius Caesar Scaliger .

## Dzieła
- Amphitheatrum aeternae providentiae[9], książka obecnie fragmentami nieczytelna,
- De admirandis naturae reginae deque mortalium arcanis[9].